# 이먼 (가수)
이먼 도일(영어: Eamon Doyle, 1983년 9월 19일 ~ )는 이먼(영어: Eamon)이라는 예명으로 잘 알려진 미국의 가수, 송라이터이다. 그는 주로 2003년 히트 싱글 "Fuck It (I Don't Want You Back)"으로 유명하다. 응답곡으로 프랭키의 "F.U.R.B. (Fuck You Right Back)"가 있다.
이먼이 작곡한 노래 중 일부는 "알앤비의 부드러움과 힙합의 거친 느낌을 혼합한" 호웁 스타일로 되어 있다. 이먼의 노래는 일반적으로 불륜을 주제로 한 공격적인 가사가 섞인 부드러운 발라드이다.